# أيض الحموض الدهنية
أيض الحموض الدهنية يتكون من عمليات أيضية مختلفة تتضمن أو ترتبط ارتباطًا وثيقًا بالأحماض الدهنية، يمكن تقسيم هذه العمليات بشكل أساسي إلى عمليات هدمية أثناء الهضم بغرض توليد الطاقة في الخلية الحية و/ أو تخزينها في هيئة أدينوسين ثلاثي الفوسفات (ATP)، وعمليات بنائية تكوّن جزيئات حيوية مهمة، مثل  ثلاثي الغليسريدات، والليبيدات المفسفرة، والرسول الثاني (بالإنجليزية: second messenger), والهرمونات الموضعية والأجسام الكيتونية.
الأحماض الدهنية هي عائلة من الجزيئات المصنفة ضمن فئة المغذيات الكبيرة (الدهون، الكربوهيدرات والبروتينات). أحد ادوارالأحماض الدهنية في التمثيل الغذائي للحيوان هو إنتاج الطاقة لضمان حركة الإنسان، وتخزين الطاقة الزائدة عن استهلاك الجسم في الخلايا على شكل أدينوسين ثلاثي الفوسفات. عند مقارنتها بمواد المغذيات الكبيرة الأخرى (الكربوهيدرات والبروتينات)، تعطي الأحماض الدهنية معظم أدينوسين ثلاثي الفوسفات (ينتج حمض دهني مثل حمض البالمتيك 148 جزيء ATP بالجلوكوز فهو ينتج 38 ATP فقط.)، عندما يتأكسد تماما في متقدرات الخلية إلى ثاني اكسيد الكربون والماء بمساعدة دورة حمض الستريك ثم سلسلة التنفس.
عن طريق هضم الدهون (أيض الدهون المأكولة) يختزن الجسم جزءا من طاقتها في هيئة جزيئات ATP في جميع الخلايا لأنها تعتبر «بطارية الخلية الحية» وما يزيد عن ذلك من الدهون يختزنها الجسم في شكل ثلاثي الغليسريد ويختزنها لوقت احتياجها عند الحركة في خلايا متخصصة وهي الخلايا الدهنية. ثلاثي الغليسريد هو الشكل الأول لتخزين الوقود في معظم الحيوانات، وبدرجة أقل في النباتات.
بالإضافة إلى إنتاج الطاقة وتخزينها في الجسم لكي يستطيع الحركة وعمل الدماغ فإن للأحماض الدهنية وظائف هامة أخرى، مثل بناء الجزيئات الدهنية الفوسفورية التي تشكل جدران الخلايا وجدران المتقدرات في طبقات ثنائية فوسفورية، والأغشية التي تكسو جميع العضيات داخل الخلايا (مثل نواة الخلية، والمتقدرات، وشبكية إندوبلازمية، وجهاز جولجي). ويمكن أن تتحد أنواع من الاحماض الدهنية بمكونات بروتينية لتشكيل هرمونات أو تستقر في غشاء الخلية لتشكيل رسل ثان داخل الخلية، والهرمونات المحلية في المنطقة المجاورة مباشرة للخلية. البروستاغلاندينات المكوّنة من حمض الأراكيدونيك المختزنة في غشاء الخلية، هي المجموعة الأكثر شهرة من هذه الهرمونات المحلية.

## تكسير الأحماض الدهنية
بين الوجبات الغذائية، يتم افراز الأحماض الدهنية المختزنة في الخلايا الدهنية في هيئة ثلاثي الغليسريد على النحو التالي:
- تحلل الدهون، وإزالة سلاسل الأحماض الدهنية من الجلسرين التي تكون مخزونة في الخلية الدهنية في شكل ثلاثي الغليسرين بواسطة ليباسيس. يتم تنشيط هذه الليباز عن طريق ارتفاع مستويات الإبينفرين والجلوكاجون في الدم أو إفراز بافراز الجهاز العصبي الودي في الأنسجة الدهنية، والناجمة عن انخفاض مستويات السكر في الدم بعد الوجبات، مما يقلل في وقت واحد مستوى الانسولين في الدم.[1]
- بمجرد تحريرها من الجلسرين، الأحماض الدهنية الحرة تدخل الدم، الذي ينقلهم الدم بتحميلهم على جزيئات ألبومين البلازما إلى جميع أنحاء الجسم.[3]
- سلسلة طويلة من الأحماض الدهنية الحرة تدخل خلايا التمثيل الغذائي (أي معظم الخلايا الحية في الجسم باستثناء خلايا الدم الحمراء والخلايا العصبية في الجهاز العصبي المركزي) من خلال بروتينات النقل محددة، مثل عائلة SLC27 لنقل الأحماض الدهنية البروتينية.[4][5] لا تحتوي خلايا الدم الحمراء على متقدرات (ميتوكوندريا) وبالتالي فهي غير قادرة على استقلاب الأحماض الدهنية. أنسجة الجهاز العصبي المركزي لا يمكنه استخدام الأحماض الدهنية للحصول على الطاقة، على الرغم من احتوائه على الميتوكوندريا، وذلك بسبب أن الأحماض الدهنية هذه عبارة عن سلاسل طويلة (وليست من الأحماض الدهنية ذات سلسلة متوسطة [6][7]) لا يمكن عبور حاجز الدم في الدماغ [8] إلى السوائل الخلالية التي تستحم هذه الخلايا.
- عندما تصبح داخل الخلية، السلسلة طويلة من الأحماض الدهنية- CoA ligase يحفز التفاعل بين جزيء الحمض الدهني مع ATP (الذي يتم تقسيمه إلى أدينوسين أحادي الفوسفات AMP وفوسفات غير العضوي) لإعطاء الدهنية أسيل-أدينيلات، والذي يتفاعل بعد ذلك مع مرافق الأنزيم-أ لإعطاء جزيء Acyl-CoA الدهنية.
- ليدخل الAcyl-CoA الميتوكوندريون يستخدم المكوك الكارنيتين: [9][10][11] 1- يتم نقل Acyl CoA إلى مجموعة الهيدروكسيل من الكارنيتين بواسطة carnitine palmitoyltransferase I، وتقع على وجوه عصاري خلوي من الأغشية الميتوكوندريا الخارجية والداخلية. 2- يتم نقل Acyl carnitine في الداخل من قبل carnitine acylcarnitine translocase، كما يتم نقل الكارنيتين خارج. 3- يتم تحويل Acyl carnitine إلى Acyl CoA بواسطة carnitine palmitoyltransferase II، وتقع على الوجه الداخلي للغشاء الميتوكوندريا الداخلي. يتم نقل الكارنيتين المحرر مرة أخرى إلى العصارة الخلوية، كما يتم نقلها Acyl CoA في المصفوفة.
- ثم تقطع الأكسدة بيتا في مصفوفة الميتوكوندريا سلاسل الكربون الطويلة للأحماض الدهنية (في شكل جزيئات Acyl- CoA) في سلسلة من وحدات الكربون (أسيتات)، والتي، جنبا إلى جنب مع الإنزيم المشترك A، جزيئات Acetyl- CoA، التي تتكثف مع أوكسالو اسيتات لتشكيل سترات في «بداية» من دورة حمض الستريك. ومن المأمول التفكير في هذا التفاعل كعلامة على «نقطة الانطلاق» للدورة، وهذا هو عندما يتم إضافة الوقود - Acetyl-CoA - إلى الدورة، والتي سيتم تبديدها كما CO2 و H2O مع الإفراج عن كمية كبيرة من الطاقة التي تم التقاطها في شكل ATP، خلال كل دورة من دورة. باختصار، فإن الخطوات في أكسدة بيتا (انهيار الأولي من الأحماض الدهنية الحرة في Acetyl - CoA) هي كما يلي:[2] 1- نزع الهيدروجين بواسطة نازعة Acyl CoA، مما ينتج 1 FADH2 2- الترطيب بواسطة enoyl-CoA hydratase 3- إزالة الهيدروجين بواسطة نازعة الهيدروجين 3-hydroxyacyl-CoA dehydrogenase، مما يؤدي إلى ناد NADH + H+ 4-الانقسام بواسطة thiolase، مما أسفر عن 1 acetyl-CoA  والأحماض الدهنية التي تم تقصيرها الآن من قبل 2 كربون (تشكيل جديد، تقصير Acyl-CoA) ويتكرر هذا التفاعل الأكسدة بيتا حتى تم تخفيض الأحماض الدهنية تماما إلى  acetyl-CoA أو، في، حالة الأحماض الدهنية مع أعداد فردية من ذرات الكربون، أسيتيل-كوا و 1 جزيء من propionyl-CoA لكل جزيء من الأحماض الدهنية. كل قطعة أكسدة بيتا لجزيء Acyl CoA تعطي 5 جزيئات ATP.[12][13]
- Aceytl-CoA المنتجة من قبل أكسدة بيتا يدخل دورة حمض الستريك في الميتوكوندريون من خلال الجمع مع oxaloacetate لتشكيل سترات. ويؤدي ذلك إلى الاحتراق الكامل لAceytl-CoA إلى CO2 والماء. يتم التقاط الطاقة الصادرة في هذه العملية في شكل 1 GTP  و 11 جزيئات ATP لكل Aceytl-CoA جزيء أكسدة.[2][14]  هذا هو مصير Aceytl-CoA أينما أكسدة بيتا من الأحماض الدهنية يحدث، إلا في ظل ظروف معينة في الكبد.
- في أوكسالواسيتات الكبد يمكن تحويلها كليا أو جزئيا في مسار الجلوكونيوجين أثناء الصيام، المجاعة، اتباع نظام غذائي منخفض الكربوهيدرات، وممارسة التمارين الرياضية لفترات طويلة، وفي داء السكري من النوع 1 غير المنضبط. في ظل هذه الظروف يتم المهدرجة أوكسالواسيتات إلى مالات التي يتم إزالتها بعد ذلك من الميتوكوندريون لتحويلها إلى الجلوكوز في السيتوبلازم من خلايا الكبد، من حيث يتم إطلاقه في الدم. في الكبد، وبالتالي، أوكسالواسيتات غير متوفر للتكثيف مع Acetyl-CoA عندما تم تحفيز الغلوكونيوجينيس كبيرة من انخفاض (أو غائب) الأنسولين وارتفاع تركيزات الجلوكاجون في الدم. في ظل هذه الظروف يتم تحويل Acetyl-CoA لتشكيل أسيتوسيتات وبيتا هيدروكسي بوتيرات. أسيتوسيتات، بيتا هيدروكسي بوتيريت، ومنتج انهيار عفوية، الأسيتون، وكثيرا ما، ولكن مربكة، والمعروفة باسم الهيئات كيتون (لأنها ليست «الهيئات» على الإطلاق، ولكن المواد الكيميائية القابلة للذوبان في الماء). يتم تحرير الأجسام كيتون من قبل الكبد في الدم. يمكن لجميع الخلايا مع الميتوكوندريا أن تأخذ أجسام كيتون من الدم وتحويلها إلى Acetyl-CoA، والتي يمكن بعد ذلك أن تستخدم كوقود في دورات حامض الستريك، كما لا يمكن أن الأنسجة الأخرى تحويل أوكسالواسيتات في مسار الجلوكونيوجين في الطريقة التي يمكن أن يحدث في الكبد. وخلافا للأحماض الدهنية الحرة، يمكن لأجسام كيتون عبور حاجز الدم في الدماغ، وبالتالي فهي متاحة كوقود لخلايا الجهاز العصبي المركزي، تعمل كبديل للجلوكوز، والتي عادة ما تبقى على قيد الحياة هذه الخلايا.  إن حدوث مستويات عالية من أجسام كيتون في الدم أثناء المجاعة، واتباع نظام غذائي منخفض الكربوهيدرات، وممارسة التمارين الثقيلة لفترات طويلة، وداء السكري من النوع 1 غير المنضبط يعرف باسم الكيتوسيس، وفي شكله المتطرف، في داء السكري من النوع الأول خارج نطاق السيطرة، كما الحماض الكيتوني.[14]
- الجلسرين الذي صدر عن عمل ليباز هو فوسفهوريلاتد عن طريق كيناز الجلسرين في الكبد (الأنسجة الوحيدة التي يمكن أن يحدث هذا التفاعل)، ويتجلى غليسيرول 3-فوسفات الناتجة إلى الفوسفات ديهيدروكسياسيتون. انزيم جلايكليوس تريوس الفوسفات إيزوميراز يحول هذا المركب إلى غليسيرالدهيد 3-فوسفات، والتي تتأكسد عن طريق التحلل، أو تحويلها إلى الجلوكوز عن طريق غلوكونيوجينيسيس.

## وظائف واستخدامات أخرى للاحماض الدهنية
1. الإشارات داخل الخلايا
2. هرمونات باراكرين إيكوسانويد